# Трипалладийтербий
Трипалладийтербий — бинарное неорганическое соединение, интерметаллид
палладия и тербия
с формулой TbPd3,
кристаллы.

## Получение
- Сплавление стехиометрических количеств чистых веществ:

{\displaystyle {\mathsf {3Pd+Tb\ {\xrightarrow {1670^{o}C}}\ TbPd_{3}}}}

## Физические свойства
Трипалладийтербий образует кристаллы кубической сингонии, пространственная группа P m3m, параметры ячейки a = 0,4069 нм, Z = 1,
структура типа тримедьзолота AuCu3.
Соединение конгруэнтно плавится при температуре 1670 °C.
При температуре ≈9 К в кристалле происходит магнитоупорядоченный переход
.